# 里克河
54°5′50″N 13°27′25″E / 54.09722°N 13.45694°E

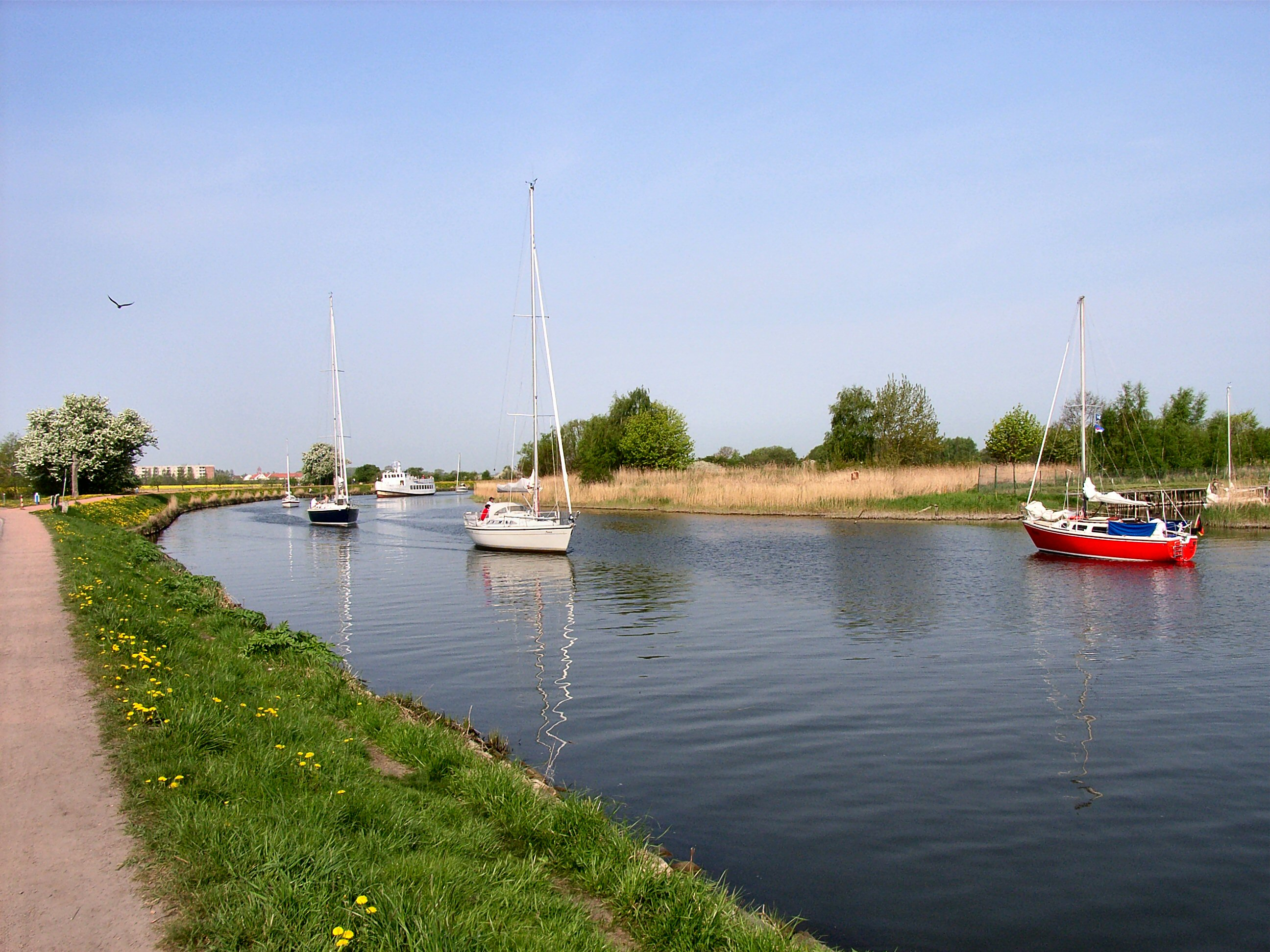

里克河（德語：Ryck），是德國的河流，位於該國東北部，由梅克倫堡-前波美拉尼亞州負責管轄，河道全長30.7公里，流域面積234平方公里，發源自敘德霍爾茨。